# (1529) Oterma
(1529) Oterma es un asteroide que forma parte del cinturón exterior de asteroides y fue descubierto por Yrjö Väisälä el 26 de enero de 1938 desde el observatorio de Iso-Heikkilä, Finlandia.

## Designación y nombre
Oterma se designó al principio como 1938 BC.
Más tarde, a propuesta de Brian Marsden y E. Roemer, fue nombrado en honor de la astrónoma finesa Liisi Oterma (1915-2001), descubridora de varios asteroides.

## Características orbitales
Oterma orbita a una distancia media de 3,996 ua del Sol, pudiendo acercarse hasta 3,191 ua. Tiene una inclinación orbital de 9,058° y una excentricidad de 0,2013. Emplea 2917 días en completar una órbita alrededor del Sol.Pertenece al grupo asteroidal de Hilda.